# Renato Costa Lima
Renato Costa Lima (Mococa, 4 de dezembro de 1916 — Mococa, 19 de março de 1993) foi um engenheiro agrônomo, empresário e político brasileiro. Formado pela Escola Superior de Agricultura Luiz de Queiroz em 1937, foi secretário de agricultura do estado de São Paulo entre 1953 e 1955 e ministro da Agricultura do Governo João Goulart, de 12 de julho de 1962 a 22 de janeiro de 1963.